# 亀井善之
亀井 善之（かめい よしゆき、1936年〈昭和11年〉4月30日 - 2006年〈平成18年〉5月12日）は、日本の政治家。衆議院議員（自民党、9期）。位階は正三位。
運輸大臣（第1次橋本内閣）、農林水産大臣（第1次小泉内閣・第2次小泉内閣）を歴任した。

## 来歴
神奈川県中郡成瀬村（現伊勢原市）出身。亀井善彰の四男。
1955年（昭和30年）、神奈川県立湘南高等学校卒業。1962年（昭和37年）、慶應義塾大学経済学部卒業。大日本製糖、神糧物産でのサラリーマン生活を経て、父親の秘書となる。
1979年（昭和54年）、自由民主党から衆議院議員に初当選（当選同期に佐藤信二・保利耕輔・畑英次郎・麻生太郎・小里貞利・岸田文武・白川勝彦・丹羽雄哉・亀井静香・吹田愰・宮下創平・船田元など）。自民党では中曽根康弘→渡辺美智雄派に属した。1988年（昭和63年）、運輸政務次官。
1996年（平成8年）、第1次橋本内閣で運輸大臣として初入閣。2003年（平成15年）には農林水産大臣であった大島理森が元秘書の献金流用疑惑で辞任すると、大島の後任として再び入閣した。山崎派（近未来政治研究会）の最高幹部の一人として同派の事務総長を長期にわたって務め、山崎拓を支えた。
2005年（平成17年）の郵政国会では6月27日の自民党総務会の郵政民営化修正案の了承決議に自民党総務として賛成票を投じた。
2006年（平成18年）初頭から病気のため療養していたが、同年5月12日、膵臓がんのため、東京都新宿区の慶應義塾大学病院で死去した。70歳没。死没日付をもって正三位に叙され、旭日大綬章を追贈された。追悼演説は同年6月8日の衆議院本会議で、平沼赳夫により行われた。
亀井の死去により、公職選挙法の規定に基づき、神奈川16区補欠選挙が2006年（平成18年）10月22日に執行され、政策秘書であった長男の亀井善太郎が当選した。

## 人物
座右の銘は「初心忘るべからず」。趣味は囲碁、読書、ウォーキング、ゴルフ。住所は神奈川県伊勢原市下落合。

## 略歴
- 1975年 - 横浜市長選挙に立候補（落選）[1]。
- 1976年 - 衆議院議員選挙立候補（落選）。
- 1979年 - 衆議院議員選挙に立候補し、初当選[1]。
- 1983年 - 衆院選で落選。
- 1986年 - 衆院選で当選。
- 1988年 - 運輸政務次官（竹下内閣）。
- 1991年 - 衆議院運輸委員長。
- 1996年1月 - 運輸大臣（第1次橋本内閣）。
- 1997年 - 衆議院議院運営委員長。
- 1998年 - 自民党組織本部長。
- 2000年7月 - 自民党政治制度改革本部長。
- 2001年 - 自民党経理局長。
- 2003年4月 - 農林水産大臣（第1次小泉内閣・第2次小泉内閣）。
- 2006年5月 - 膵臓がんのため死去。正三位旭日大綬章。

## 家族・親族
亀井家
- 父・善彰[3]（1901年 - 1991年、参議院議員）
- 妻[1]
- 長男・善太郎（元衆議院議員、立教大学大学院21世紀社会デザイン研究科特任教授、1971年 - ）

## 著作
- 日本エネルギー改造論 ISBN 4885552753